# Ophiothrix viator
Ophiothrix viator är en ormstjärneart som beskrevs av Jean Baptiste François René Koehler 1904. Ophiothrix viator ingår i släktet Ophiothrix och familjen Ophiothrichidae. Inga underarter finns listade i Catalogue of Life.